# Софроний (архиепископ Суздальский)
Архиепископ Софроний — епископ Русской церкви, архиепископ Суздальский и Тарусский.
С 1652 года — архимандрит Новгородского Хутынского монастыря.
29 января 1654 года хиротонисан во епископа Суздальского и Тарусского с возведением в сан архиепископа. В том же году присутствовал на соборе святителей об исправлении церковных книг.
Скончался 13 сентября 1654 года в Москве во время морового поветрия.
В 1716 году тело архиепископа Софрония перевезено из Москвы в Суздаль и погребено в Суздальском соборе, в правом приделе у западной стены. Мощи и одежда его оказались нетленными.